# Max Alfthan
Max Ferdinand Alfthan (Hèlsinki, 11 de febrer de 1892 - Hèlsinki, 30 de maig de 1960) va ser un regatista finlandès que va competir a començaments del segle xx.
El 1912 va prendre part en els Jocs Olímpics d'Estocolm, on va guanyar la medalla de bronze en la categoria de 12 metres del programa de vela a bord del Heatherbell.